# Kashii (1941)

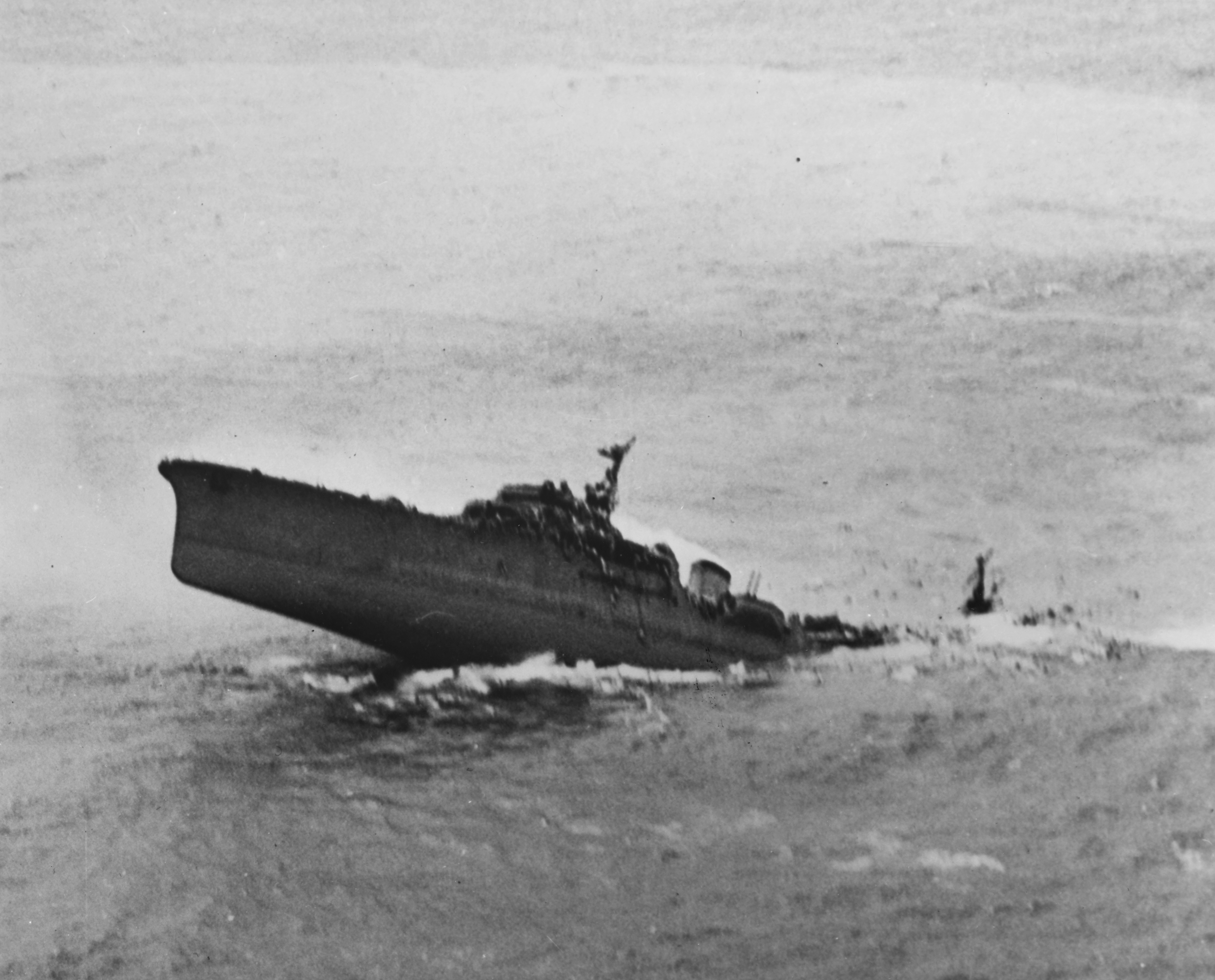
Foto del hundimiento del Kashii tomada por los americanos (12-01-1945)

El Kashii (香椎 練習巡洋艦, Kashii renshūjunyōkan ) fue el tercer y último buque completado de los tres cruceros ligeros de la clase Katori , que sirvió en la Armada Imperial Japonesa durante la Segunda Guerra Mundial . El nombre fue en remembranza de un famoso santuario sintoísta en Fukuoka, Japón.

## Características
El Kashii fue diseñado como un buque escuela de entrenamiento de clases, para ello combinaba diferentes tipos de calibre en su armamento de cubierta. 
Poseía propulsión mixta a base de turbinas diésel y máquinas de triple expansión alimentadas por tres calderas Kampon, sin embargo su escasa velocidad lo eximia de operaciones de escuadra.
En el transcurso de la guerra, su armamento antiaéreo fue incrementado y recibió armamento ofensivo antisubmarino en 1944.
Militarmente era considerado como una unidad lenta, de escaso valor militar y de poca potencia motriz.

## Historial operativo
Botado en los astilleros Mitsubishi de Yokohama y asignado en julio de 1941, el Kashii fue asignado a la base naval de Sasebo y en octubre de 1941 fue buque insignia del vicealmirante Jisaburō Ozawa para comandar la flota expedicionaria del Sur con base en Saigón, Indochina.
Su primera misión fue el 5 de diciembre de 1941, dos días antes de la apertura del Frente del Pacífico escoltando transportes de tropa a la península de Malaya y Kra Isthmus, (Tailandia ).
Posteriormente fue asimilado como parte del grupo de escolta n° 2 en marzo de 1942 y participó en la Campaña de Birmania sirviendo como escolta de transportes de tropa.
El Kashii continuó con sus tareas de patrulla en el Océano Índico oriental frente a Birmania, las Islas Andamán y Penang hasta septiembre de ese año bajo el mando del vicealmirante Denshichi Okawachi.
El 21 de septiembre de 1942, el Kashii sirvió en una misión exprés de refuerzo de tropas hacia las Islas Salomón y para ello su tripulación montó una segunda chimenea falsa para dar la apariencia de un crucero americano. La artimaña tuvo éxito y el Kashii consiguió refuerzos en Rabaul, Nueva Bretaña el 8 de octubre de 1942. Regresó a Singapur sin incidentes y reanudó sus funciones normales de patrulla y escolta hasta mediados de enero de 1943.
El 16 de enero pasó a servir como buque estación de detección de submarinos con base en Singapur.
El 29 de septiembre de 1943 fue señalado por el submarino británico HMS Trident y atacado con 8 torpedos, todos fallaron y el Kashii prosiguió viaje como abastecedor de tropas y suministros en las Islas Andamán.
A comienzos de 1944 fue asignado brevemente como buque de entrenamiento de clases con base en Kure; sin embargo el 25 de marzo de ese año fue enviado a astilleros para ser modificado para la guerra antisubmarina, sus mástiles fueron rebajados, sus dos montajes de tubos de torpedos fueron retirados y reemplazados por dos cañones de montaje doble Tipo 89 de 127 mm. También se instalaron cuatro cañones AA Tipo 96 de 25 mm de montaje triple , lo que elevó el total a 20 cañones (4x3, 4x2), se instaló un radar de búsqueda aérea Tipo 21 y también se agregaron hidrófonos y sonar . Los compartimentos de popa del Kashii se modificaron para convertirlos en cargadores protegidos con hormigón para almacenar hasta 300 cargas de profundidad . Cuatro lanzadores de carga de profundidad y dos rieles de lanza cargas fueron instalados en popa. El trabajo de modificación se completó el 29 de abril de 1944. Se le retiró el aeroplano de reconocimiento.
El Kashii se convirtió en el buque insignia de la División de Escolta de Superficie n.º 1 del Contraalmirante Mitsuharu Matsuyama, el 3 de mayo de 1944 y partió de Moji el 29 de mayo de 1944 escoltando un convoy a Singapur.  El convoy fue atacado por el submarino estadounidense USS Guitarro el cual hundió al Awaji y el Kashii respondió con un barrido con cargas de profundidad sin lograr su objetivo.
El Kashii partió nuevamente el 13 de julio de 1944 desde Moji, escoltando al convoy especial HI-69 cargado con aviones para Luzón en Filipinas . El convoy llegó a salvo a Manila y después de descargar se dirigió a Singapur y regresó a Moji sin incidentes el 15 de agosto de 1944.
El 25 de agosto de 1944 Se llevó a cabo otra misión de convoy a Filipinas  En el viaje de regreso, el Kashii fue el buque insignia del 5° Grupo de escolta del contraalmirante Setsuzo Yoshitomi que escoltaba el convoy HI-74 . El convoy fue emboscado y atacado el 16 de septiembre de 1944 por los submarinos USS Queenfish y el USS  Barb, que hundieron dos petroleros y el portaaviones ligero Unyō. Se perdieron más de 900 tripulantes, junto con 48 aviones. El Kashii y los barcos restantes rescataron a 761 supervivientes y llegaron a Moji el 23 de septiembre de 1944.
El resto de 1944, el Kashii siguió en sus labores de buque de escolta y abastecedor. El 10 de diciembre de 1944, el Kashii fue reasignado al 1.er Grupo de Escolta de Superficie y partió de Moji hacia Takao, Taiwán, con un convoy de transportes del Ejército. Desde Takao, al  Kashii se le asignó otro convoy a Singapur. El nuevo convoy fue atacado por bombarderos USAAF B-25 Mitchell frente a Hainan el 25 de diciembre de 1944, pero escapó con pocos daños.
El 30 de diciembre de 1944 es asignado como escolta del convoy HI-86 desde Singapur a Indochina.
El 12 de enero de 1945, poco después de partir de la bahía de Qui Nhon, Indochina, una fuerza de bombarderos de la Task Force 38 USAF compuesto por los  portaaviones  USS Lexington,  USS Hornet,  USS Hancock,  USS Essex,  USS Ticonderoga, USS Langley y USS San Jacinto atacaron el convoy HI-86 durante la incursión en el Mar de China Meridional  hundiendo la mayoría de los barcos del convoy HI-86.
El Kashii fue atacado por estribor por un torpedo de un Grumman TBF Avenger , luego un Curtiss SB2C Helldiver lo bombardeó con dos bombas en popa, detonando sus cargas de profundidad lo que provocó su rápido hundimiento. De la tripulación de Kashii, 621 hombres se hundieron con el barco y tan solo 19 fueron rescatados.